# Bankrusning

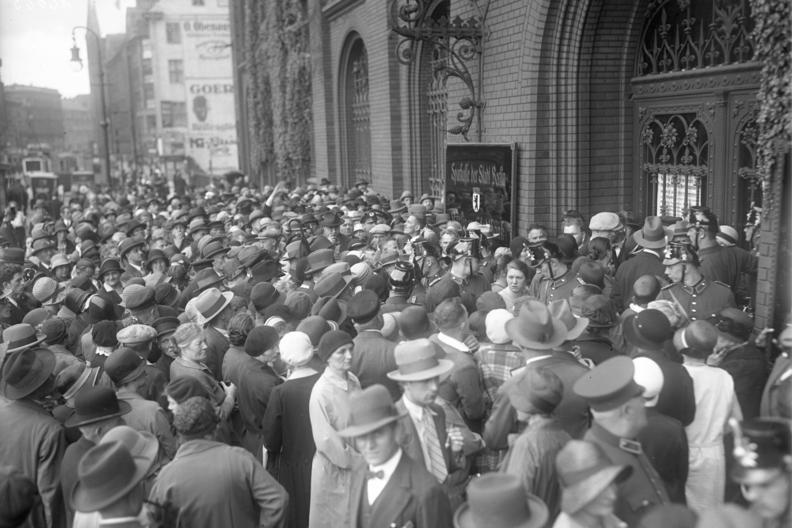
Sparare flockas till banken för att ta ut sina besparingar, Berlin, 1931.

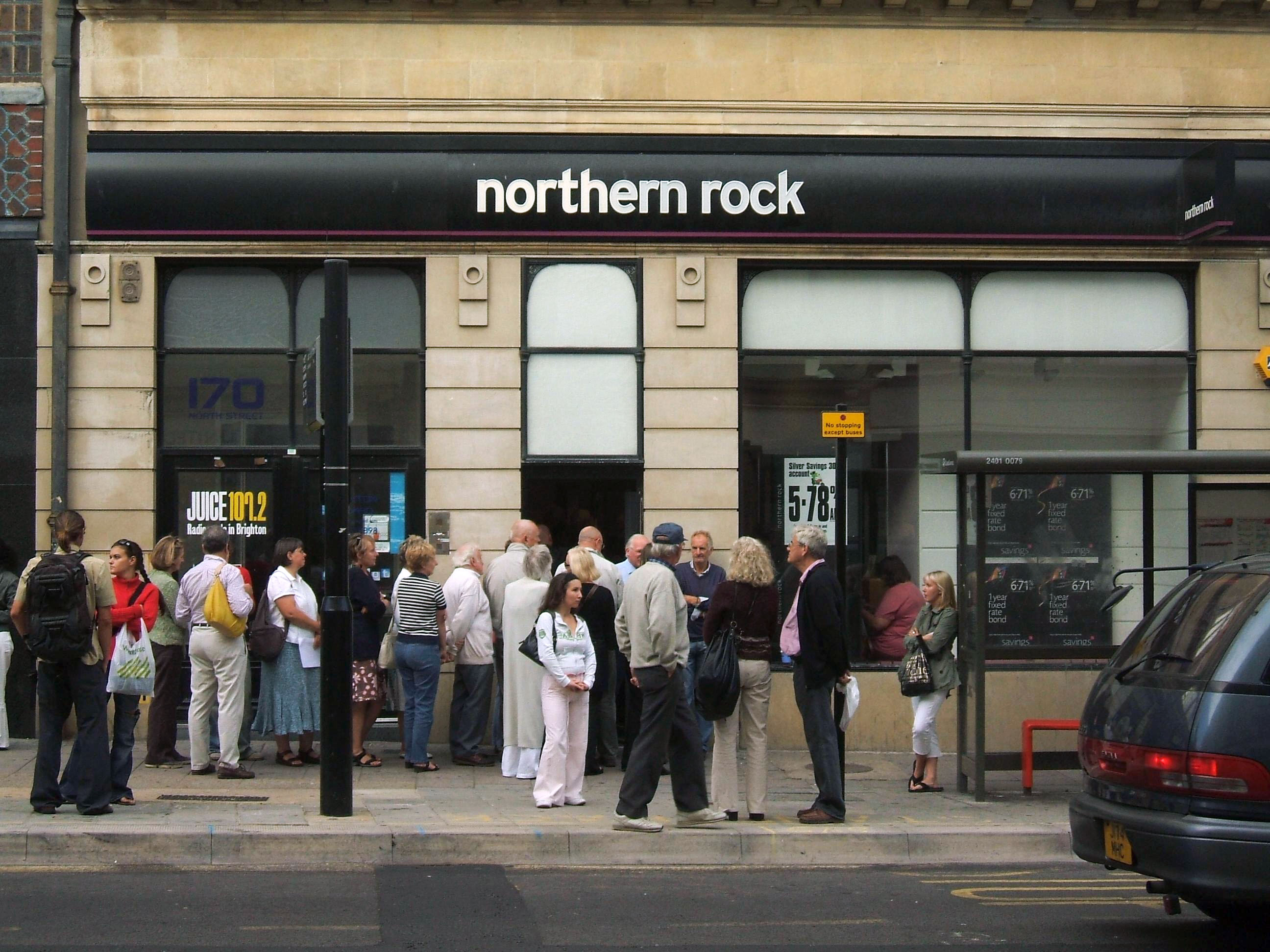
En nutida bankrusning. Sparare köar utanför den brittiska banken Northern Rock 2007.

En bankrusning (engelska: bank run) är en uttagsanstormning där ovanligt många sparare snabbt tar ut, eller försöker ta ut, sina pengar från en bank. Detta kan inträffa om spararna (insättarna) inte längre litar på banken, och tror att banken inte kommer att klara att betala ut pengar till alla som satt in dem. I ett sådant läge kan det bli rusning till banken av sparare som vill hinna ta ut sina pengar medan det fortfarande finns några kvar att ta ut. Just "rusningen till banken" ligger till grund för namnet på engelska - run on the bank eller bank run. En uttagsanstormning kan i sig leda till att banken faktiskt går omkull och på så vis bli en självuppfyllande profetia.
En uttagsanstormning kan drabba en enskild bank som hamnat i problem, men i tider av finanskris kan flera banker drabbas samtidigt. Detta kallas ibland för bankpanik. Banker som drabbas försöker låna pengar och undviker att låna ut, för att ha pengar att lämna ut. Detta drabbar andra banker som kanske också har samma problem. Samtidigt drabbas näringslivet som behöver krediter, vilket skapar en ekonomisk nedgång.
För att undvika att uttagsanstormningar inträffar finns idag ett antal arrangemang. Det viktigaste är insättningsgarantin, som finns i de flesta länder. Även riksbankernas roll som lender of last resort (det vill säga den som tillhandahåller lån när inga andra vill göra det), lagstiftning kring banker och statlig tillsynsverksamhet (exempelvis i form av svenska Finansinspektionen) är en del av detta. Många av dessa arrangemang infördes först i USA på grund av erfarenheter under den stora depressionen på 1920- och 1930-talen.

## Systemrisker och samhällspåverkan
Problemet med uttagsanstormningar är störst för banker och betalningsförmedlare som placerar transaktionsmedlen i svårvärderade tillgångar såsom krediter till mindre kända låntagare. En uttagsanstormning mot ett enskilt institut föranleds av misstro mot institutets förmåga att fullgöra sina skyldigheter. I brist på information om tillgångarnas värde kan det räcka med ett rykte för att finansiärerna skall bli osäkra och dra tillbaka sin finansiering. Risken är påtaglig att misstron mot ett institut sprids till andra institut som har, eller tros ha, en liknande sammansättning av sina tillgångar eller stora fordringar på det krisdrabbade institutet. Av denna anledning kan problem i ett institut leda till att finansiärer av andra betalningsförmedlare med likartade tillgångar drar tillbaka sin finansiering. Vid en uttagsanstormning kan det också vara svårt att sälja dessa svårvärderade tillgångar till ett rimligt pris. Därför kan även en från början solvent betalningsförmedlare bringas på fall av en uttagsanstormning.
I praktiken kombineras oftast betalningsförmedling i generella betalsystem med kreditgivning. Denna kombination av tjänster kännetecknar banker. Risken för att en uttagsanstormning mot en bank skall smitta av sig så att även andra banker råkar ut för uttagsanstormningar får alltså betraktas som relativt stor. Andra kombinationer än med utlåning är emellertid också tänkbara för betalningsförmedlare. Med bättre likviditet och möjligheter att löpande värdera placeringarna minskar dessa risker. Kan oklarheten om placeringarnas värde helt elimineras är risken för uttagsanstormningar i princip också eliminerad. Således kan systemskyddsmotivet vara olika starkt beroende på hur betalningsförmedlaren placerar mottagna medel.

## Uttagningsanstormningar i historien
I Sverige drabbades Stockholm Banco av en uttagsanstormning redan under 1660-talet, vilket ledde till att banken 1668 gick i konkurs.
I samband med den stora depressionen under slutet av 1920-talet och början av 1930-talet inträffade flera fall av uttagsanstormningar i USA, och ledde till att man 1933 beslöt införa insättningsgaranti.

## I populärkulturen
Skildringar av bankrusningar går att se i de klassiska hollywoodfilmerna Livet är underbart (1946) samt Mary Poppins (1964).